# Tayrac (Lot-et-Garonne)
Tayrac é uma comuna francesa na região administrativa da Nova Aquitânia, no departamento Lot-et-Garonne. Estende-se por uma área de 12,78 km². Em 2010 a comuna tinha 398 habitantes (densidade: 31,1 hab./km²).